# Dendrymery

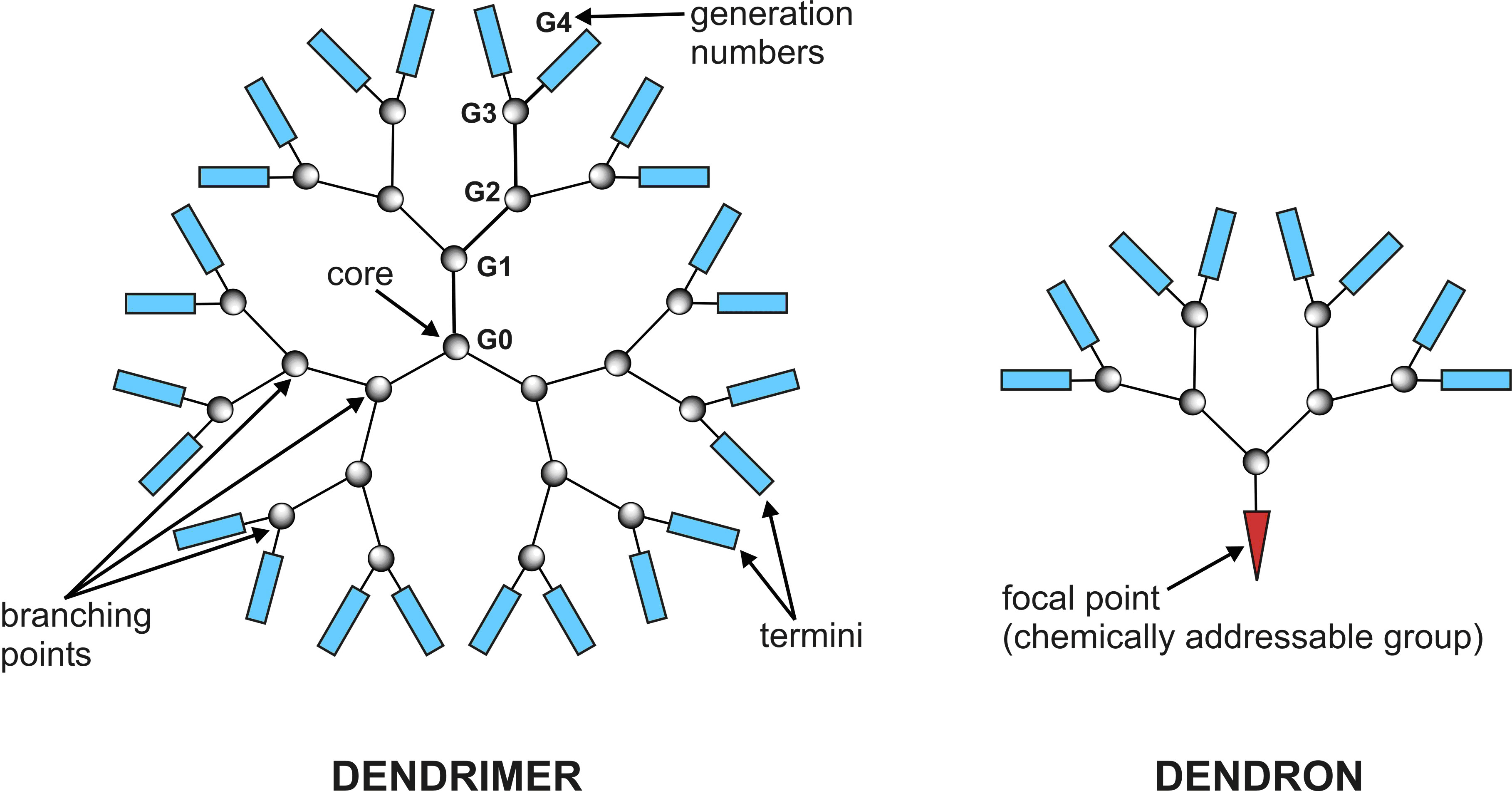
Dendrymer i dendron

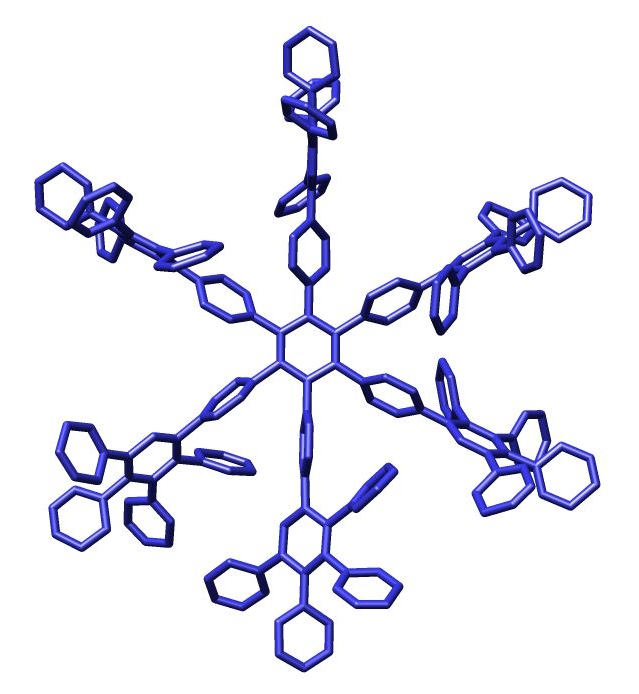
Krystaliczna struktura dendrymeru polifenylenowego pierwszej generacji. Doniesienie Müllena i współpracowników w Chem.-Eur. J., 2002, 3858-3864.

Dendrymer (stgr. δενδρον dendron, drzewo) – organiczne związki chemiczne o regularnej, rozgałęzionej budowie, zbudowane z przyłączanych sekwencyjnie merów wielofunkcyjnych.
Dendrymery dzięki swojej wielkiej regularności tworzą fraktalopodobne struktury, które mają szereg unikatowych własności przydatnych w wielu zastosowaniach, np. jako ciekłe siatki dyfrakcyjne, kontrolery stężenia leków w organizmie, składniki testów diagnostycznych w medycynie i wiele innych.
Dendrymery otrzymuje się w wyniku sekwencyjnej, naprzemiennej, ściśle kontrolowanej polimeryzacji. Najczęściej dendrymery są otrzymywane w następujący sposób:
- W pierwszym etapie wyjściowy związek posiadający trzy lub więcej jednakowych grup funkcyjnych (określmy je tu grupami A) poddaje się reakcji z dużym nadmiarem związku posiadającego dwie lub więcej grup funkcyjnych (B) zdolnych do szybkiej i zachodzącej ze 100% wydajnością reakcji z grupami A. Powstaje w ten sposób pierwsza generacja dendrymeru.
- Ze względu na użycie dużego nadmiaru związku z grupami B, bardzo dużo tych grup pozostaje nieprzereagowanych w produkcie. Jeśli teraz podda się taki związek reakcji ze związkiem zawierającym ponownie dwie lub więcej grup funkcyjnych A to uzyska się dendrymer drugiej generacji posiadający tym razem dużą liczbę nieprzereagowanych grup A, które z kolei można ponownie poddać reakcji ze związkiem z grupami B uzyskując trzecią generację, którą znowu można poddać reakcji ze związkiem A itd.

Liczbę generacji dendrymeru określa się symbolem „G”.
Uzyskanie regularnego dendrymeru wymaga wyodrębniania i oczyszczania produktu na każdym etapie. Gdyby po prostu zmieszać związek z grupami A ze związkiem z grupami B uzyskało by się albo polimer usieciowany, albo co najwyżej polimery dendrytyczne o nieprecyzyjnej budowie.

## Przykładowa synteza

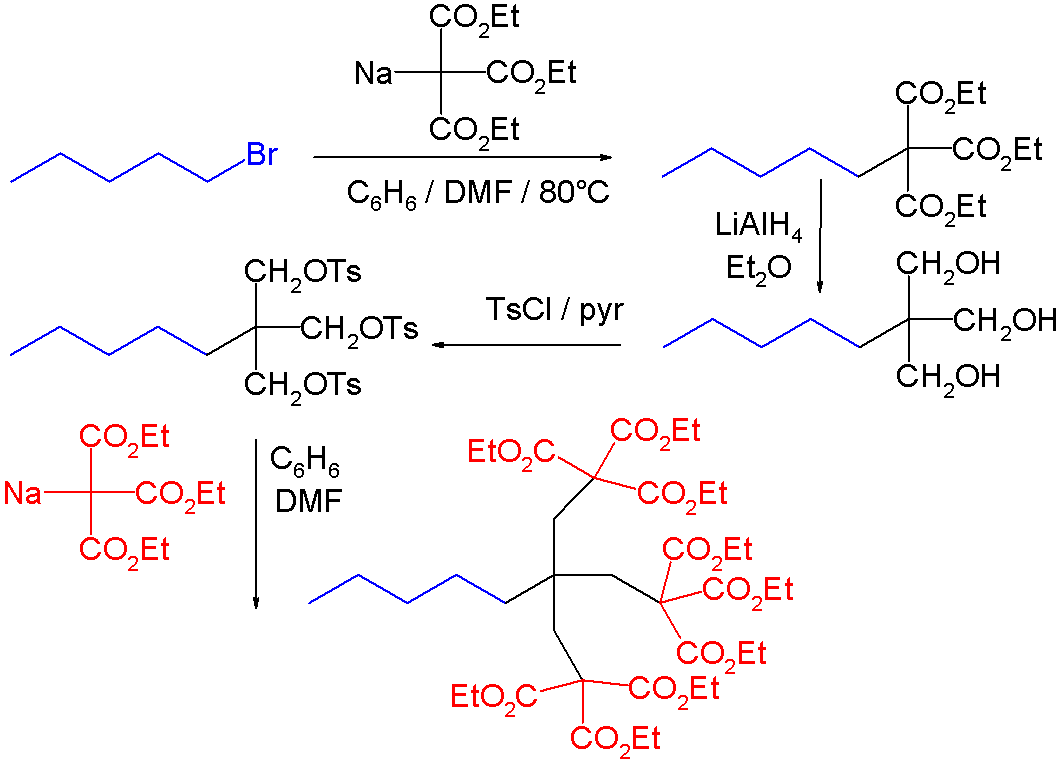
System dendrymerowy Newkome’a z 1985